# Алькаудете
Алькаудете (ісп. Alcaudete) — муніципалітет в Іспанії, у складі автономної спільноти Андалусія, у провінції Хаен. Населення — 11 135 осіб (2010).
Муніципалітет розташований на відстані близько 320 км на південь від Мадрида, 34 км на південний захід від Хаена.
На території муніципалітету розташовані такі населені пункти: (дані про населення за 2010 рік)
- Алькаудете: 8815 осіб
- Ла-Бобаділья: 905 осіб
- Ногеронес: 1120 осіб
- Сабар'єго: 295 осіб

## Демографія
Динаміка населення (INE ):

## Галерея зображень

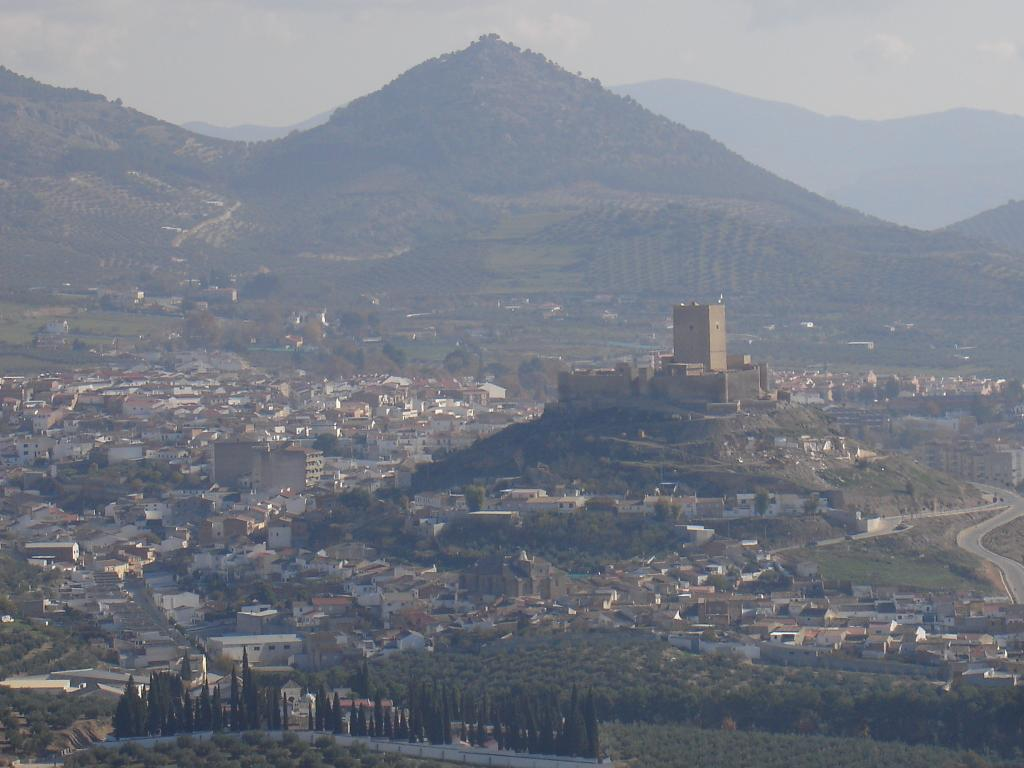
Алькаудете, вид з гір Сьєрра-де-Орбес
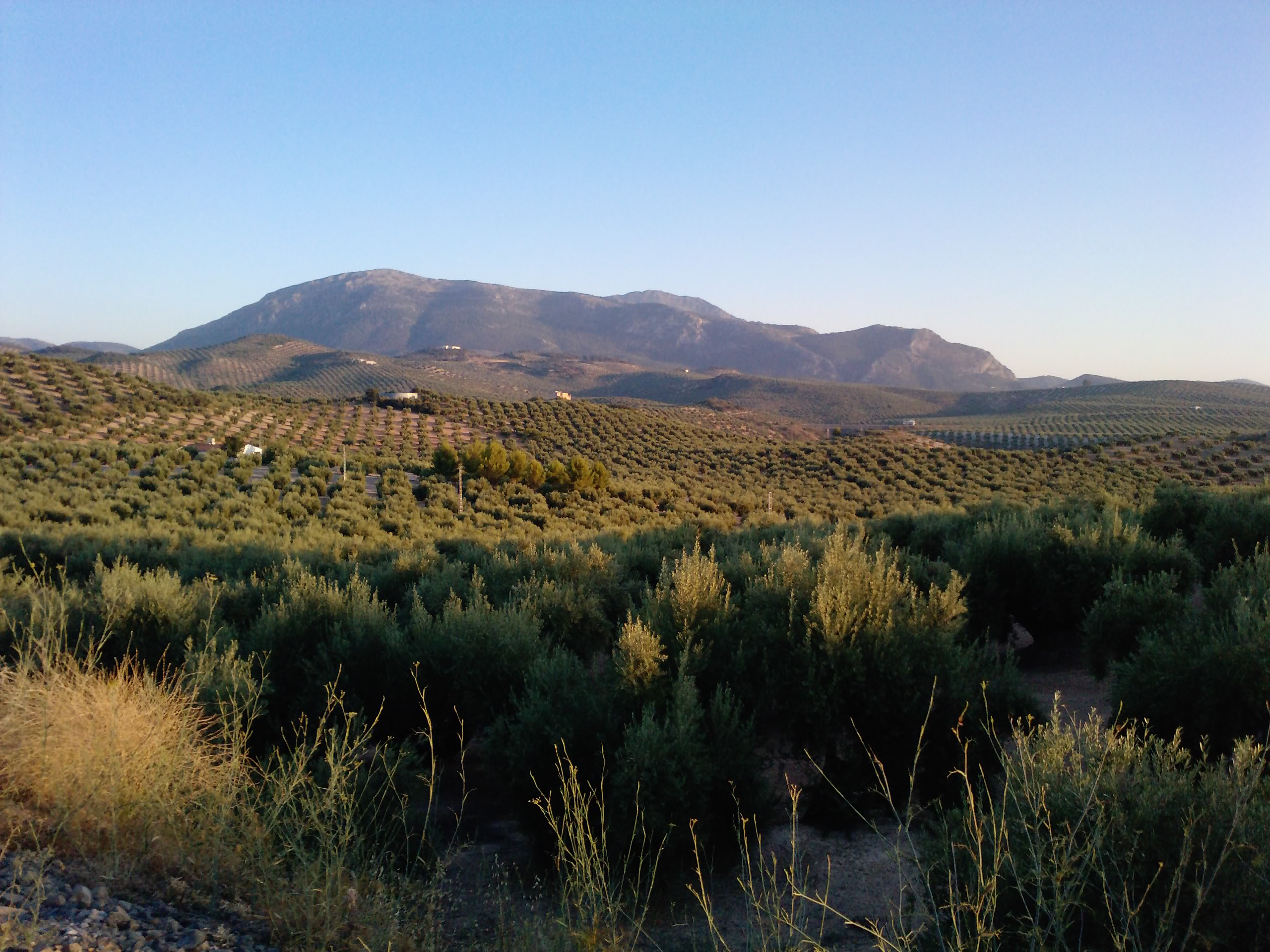
Сьєрра-Аїльйо - найвища гора в муніципалітеті Алькаудете
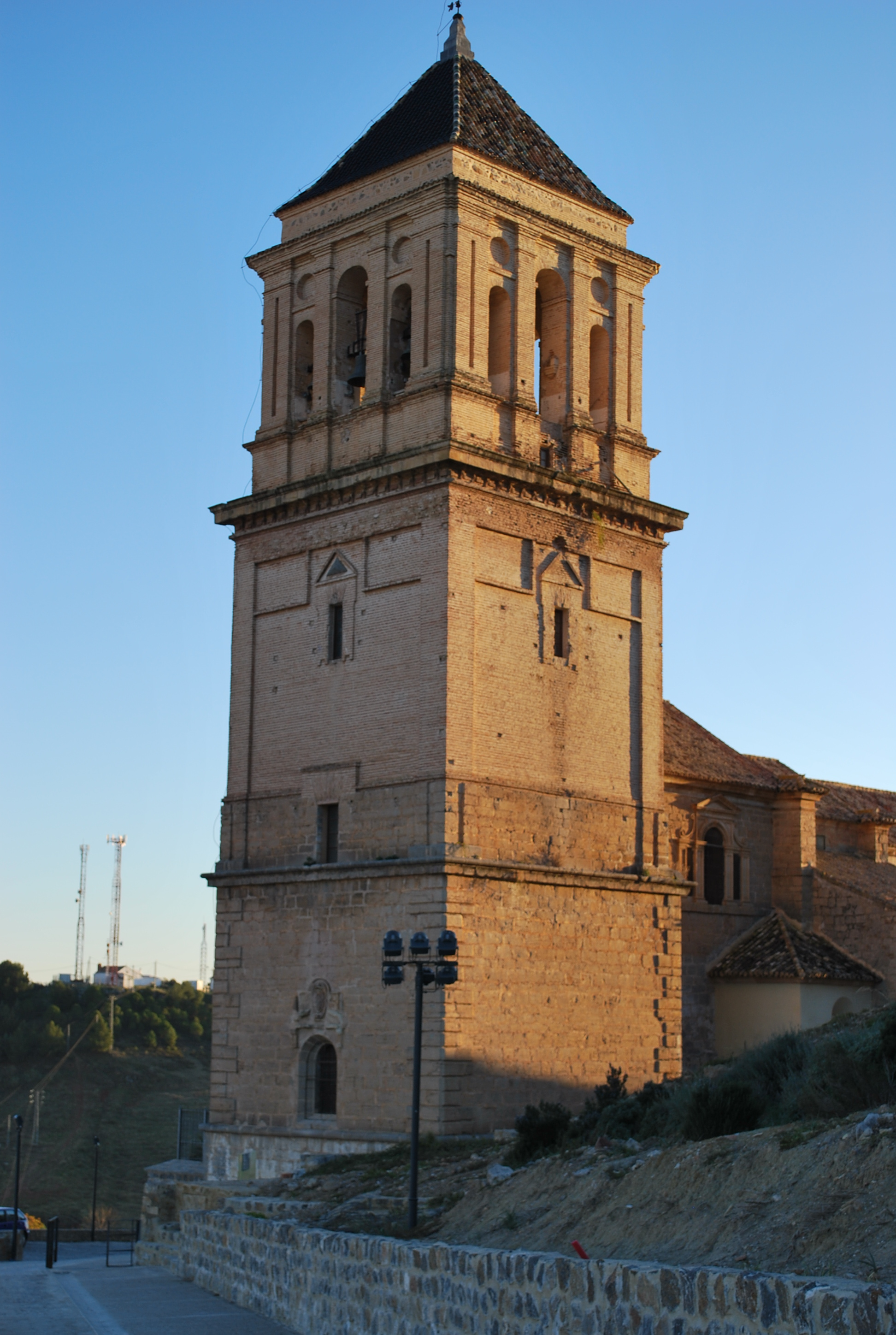
Дзвіниця церкви Санта-Марія